# Sân bay quốc tế Baltimore-Washington Thurgood Marshall
Sân bay quốc tế Baltimore-Washington Thurgood Marshall (IATA: BWI, ICAO: KBWI, LID FAA: BWI) là một sân bay quốc tế phục vụ vùng đô thị Baltimore-Washington, Hoa Kỳ.
Nó thường được gọi là BWI, sân bay BWI hoặc BWI Marshall, BWI là viết tắt "Baltimore / Washington International" của cơ sở mã sân bay IATA. Sân bay này nằm ở quận phía bắc chưa hợp nhất quận Anne Arundel, Maryland, khoảng 10 dặm (16 km) về phía nam của Baltimore và 30 dặm (48 km) về phía đông bắc Washington, DC là tiếp giáp với Linthicum CDP.. Nó được đặt tên sau khi Thurgood Marshall, một người gốc Baltimore và người Mỹ gốc châu Phi đầu tiên phục vụ trong Tòa án Tối cao của Hoa Kỳ.
BWI là một sân bay tập trung cho Southwest Airlines và Cape Air, và một trung tâm AirTran Airways. Một kỷ lục 21,9 triệu hành khách đi thông qua BWI trong năm 2010, với mức tăng 4,7% so với năm trước, với tháng bảy là những tháng bận rộn nhất bao giờ có trong lịch sử của sân bay này. Điều này làm cho sân bay BWI là một trong những sân bay bận rộn nhất 24 trong Bắc Mỹ. Sân bay cũng được xếp hạng 47 trên thế giới về số lượt chuyến bay.
Trong năm 2010, BWI được xếp hạng là sân bay tốt nhất với dung lượng hành khách của nó (15-25 triệu lượt hành khách) trên thế giới do Hội đồng sân bay quốc tế dựa trên cuộc khảo sát sân bay năm 2009 về chất lượng dịch vụ sân bay. Năm 2010, BWI được xếp hạng sân bay thứ hai ở Bắc Mỹ bởi Hội đồng Các sân bay quốc tế - cho danh hiệu "Chương trình thực phẩm và nước giải khát tốt nhất" Bắc Mỹ.